# Leonora Balcarce
Leonora Carmen Lucía Tcherniak Balcarce (Buenos Aires, 6 de junio de 1978) es una actriz, modelo publicitaria y diseñadora de moda argentina.

## Filmografía

### Cine
| Año  | Título                               | Papel           | Dirección                                                     |
| ---- | ------------------------------------ | --------------- | ------------------------------------------------------------- |
| 1997 | Martín (Hache)                       | Nadia           | Adolfo Aristarain                                             |
| 2001 | La ciénaga                           | Verónica        | Lucrecia Martel                                               |
| 2004 | Hoy y mañana                         |                 | Alejandro Chomski                                             |
| 2005 | El amor (primera parte)              | Sofía           | Santiago Mitre Alejandro Fadel Martín Mauregui Juan Schnitman |
| 2006 | Los suicidas                         | Marcela         | Juan Villegas                                                 |
| 2006 | Agua                                 | Ana             | Verónica Chen                                                 |
| 2007 | Aparecidos                           | Amalia Leonardi | Paco Cabezas                                                  |
| 2007 | ¿De quién es el portaligas?          | Leo             | Fito Páez                                                     |
| 2008 | La ronda                             | Julia           | Inés Braun                                                    |
| 2008 | La leyenda                           | Beatriz Ulloa   | Sebastián Pivotto                                             |
| 2008 | Cordero de Dios                      | Guillermina     | Lucía Cedrón                                                  |
| 2009 | Una cita, una fiesta y un gato negro | Felisa          | Ana Halabe                                                    |
| 2010 | Paco                                 | Yari            | Diego Rafecas                                                 |
| 2014 | Anagramas                            | Simona          | Santiago Giralt                                               |
| 2015 | Expediente santiso                   | Laura           | Brian Maya                                                    |
| 2017 | Soy tu karma                         | Melisa          | Marcelo Politano Marcelo Pontaro                              |
| 2017 | Mario on tour                        | Alejandra       | Pablo Stigliani                                               |
| 2020 | La casa hacecha                      | Maru            | Eric Dawidson Mariano Dawidson                                |
| 2021 | Las chinas                           | Tangia          | Romina Ricci                                                  |
| 2023 | Ven a mi casa esta Navidad           | Inés            | Sabrina Campos                                                |

### Televisión
| Año       | Título                       | Papel                 | Notas                        |
| --------- | ---------------------------- | --------------------- | ---------------------------- |
| 1996      | Montaña rusa, otra vuelta    | Martina               |                              |
| 1996      | Sueltos                      | Leonora               |                              |
| 1997      | Aprender a vivir             | Carolina Otero        |                              |
| 1998      | La nocturna                  | Valeria               |                              |
| 1999      | Muñeca brava                 | Adriana Gómez         |                              |
| 2000      | Verano del 98                | Elena Moreno          |                              |
| 2001      | EnAmorArte                   | Ana                   |                              |
| 2004      | Culpable de este amor        | Gabriela Sánchez      |                              |
| 2004      | Epitafios                    | Sofía Peña            |                              |
| 2005      | Conflictos en red            | Cecilia               | Episodio: «Amigos»           |
| 2006      | Soy tu fan                   | Popis                 |                              |
| 2006      | El tiempo no para            | Guadalupe Vallejos    |                              |
| 2006      | Hoy me desperté              | Clara                 |                              |
| 2007      | Televisión por la identidad  | Vanina Falco          | Episodio: «Juan»             |
| 2008      | Mujeres asesinas             | Laura                 | Episodio: «Dolores, poseída» |
| 2008      | Los exitosos Pells           | Rita                  |                              |
| 2009-2010 | Botineras                    | Mercedes Moro         |                              |
| 2010      | Para vestir santos           | Magda                 |                              |
| 2011      | Gigantes                     | Lorena Suárez Díaz    | Episodio: «Cines»            |
| 2011      | El elegido                   | Paloma Richardi       |                              |
| 2012      | Graduados                    | Teresa Van Heusen     |                              |
| 2012-2015 | Según Roxi                   | Mami espléndida       |                              |
| 2013      | En terapia                   | Victoria Rotztein     |                              |
| 2014      | Mis amigos de siempre        | Josefina              |                              |
| 2014      | El legado                    | Anita Garibaldi       |                              |
| 2014      | ¿Quién mató al Bebe Uriarte? | Carola Kessler        |                              |
| 2015      | El mal menor                 | Felicitas             | Episodio: «Trini»            |
| 2018      | Cien días para enamorarse    | Irina Solís           |                              |
| 2022      | El fin del amor              | Barbie B.             |                              |
| 2024      | Envidiosa                    | Magalí «Magui» Roldán |                              |

## Teatro
| Año            | Obra            | Personaje      | Director                                                        | Lugar                                                              |
| -------------- | --------------- | -------------- | --------------------------------------------------------------- | ------------------------------------------------------------------ |
| 2006-2007 2010 | Mar de ajó      | Débora         | Ezequiel Díaz                                                   | Teatro Anfitrión Espacio Cultural Nuestros Hijos Espacio Ecléctico |
| 2008           | Emporio caserta |                | Leonora Balcarce Azul Lombardía Lucila Mangone Matías Umpierrez | Ciudad Cultural Konex                                              |
| 2012-2013      | Luz verde       | Gabby Anderson | Joaquín Bonet                                                   | Teatro El Cubo Teatro Payró                                        |
| 2015           | Dinner          | Sián           | Valeria Ambrosio                                                | Paseo La Plaza                                                     |
| 2018           | Mientras tanto  | Ana            | Ernesto Medela                                                  | Maipo Kabaret                                                      |
| 2018           | Vidente natural | Zelva          | Microteatro                                                     | Azul Lombardía                                                     |
| 2019           | Brujas          | Dolores        | Luis Agustoni                                                   | Teatro Astros                                                      |

## Premios
- Mejor actriz por El amor (primera parte) en el Festival de Cine Latinoamericano de New York.
- Mejor actriz por El amor (primera parte) en el Festival de Cine Digital de Barcelona.
- Cóndor de Plata como mejor actriz protagónica por Cordero de Dios (Nominada).
- Cóndor de Plata como mejor actriz protagónica por Los suicidas (Nominada).

## Vida personal
Desde 2010 está en pareja con Cruz Pereyra Lucena, con quien tiene dos hijos.
Durante el año 2013 lanzó su propia línea de colección de remeras llamada NoDISCO.
En 2024, publicó su primer libro "Una perla en la arena".